# Выборы в Саратовскую областную думу (2022)
Выборы депутатов Саратовской областной думы седьмого созыва состоялись в Саратовской области в период 9—11 сентября 2022 года с завершением в Единый день голосования 11 сентября 2022 года, одновременно с выборами губернатора области. Выборы прошли по смешанной избирательной системе: из 40 депутатов 10 избрались по партийным спискам (пропорциональная система), остальные 30 — по одномандатным округам (мажоритарная система). Особенностью данных выборов стало отсутствие общей части списка, все партии имеют только региональные группы. Для попадания в областную думу по пропорциональной системе партиям необходимо преодолеть 5%-й барьер. Срок полномочий областной думы седьмого созыва — пять лет.
На 1 июля 2022 года в Саратовской области было зарегистрировано 1 845 747 избирателей, что более чем на 100 тысяч меньше, чем накануне прошлых выборов и, согласно законодательству Российской Федерации, количество депутатов Саратовской областной думы было сокращено с 45 до 40.

## Ключевые даты
- 10 июня 2022 года Саратовская областная дума назначила выборы своего нового созыва на 11 сентября 2022 года (единый день голосования)[2]. 
  - 14 июня решение о назначении выборов было опубликовано в СМИ.[2]
  - 15 июня Избирком постановил проводить голосование в течение трёх дней подряд — 9, 10 и 11 сентября[3].
- 14 июня 2022 года Избирательная комиссия Саратовской области утвердила календарный план мероприятий по подготовке и проведению выборов[4].
- С 14 июня по 27 июля — период выдвижения кандидатов и списков.
  - Агитационный период начинается со дня выдвижения и заканчивается с наступлением первого дня голосования.
- С 7 по 27 июля — период представления документов для регистрации кандидатов и списков.
- С 13 августа по 8 сентября — период агитации в СМИ.
- С 9 по 11 сентября — дни голосования.

## Участники
25 ноября 2021 года областная избирательная комиссия определила пять политических партий, которые имеют право выставить списки кандидатов без сбора подписей избирателей: «Единая Россия», КПРФ, ЛДПР, «Справедливая Россия — За правду», «Новые люди». Остальным партиям необходимо было собрать подписи 0,5 % избирателей (от 9267 до 10193). Партии «Родина» и «Коммунисты России» справились с этой задачей и стали участниками выборов, а список партии «Яблоко» из-за отсутствия данных о собранных подписях не был зарегистрирован.

### Выборы по партийным спискам
| 1 | Коммунисты России               | Иванова • Гришанцов • Гладников • Грякова • Демидов • Батурина • Сердюченко • Евстафьев     | 8 | 16 | зарегистрирован    |
| 2 | ЛДПР                            | Григорьевский • Мещеряков • Вологдин • Рамих • Летов • Ширшов • Пьяных • Григоренко         | 8 | 29 | зарегистрирован    |
| 3 | КПРФ                            | Алимова • Анидалов • Карасёв • Лубкова • Мамаев • Задоров • Шитов • Нараевский • Мякишев    | 9 | 25 | зарегистрирован    |
| 4 | Новые люди                      | Сулейманова • Зобнин • Дмитриев • Щербакова • Черкашин • Верноквас • Минаев • Учакина       | 8 | 24 | зарегистрирован    |
| 5 | Единая Россия                   | Исаев • Антонов • Ерохина • Панков • Казимова • Воробьёв • Радаев • Стрелюхин               | 8 | 40 | зарегистрирован    |
| 6 | Справедливая Россия — За правду | Мкоян • Емельянов • Зёрнышкин • Арсланова • Березина • Стариков • А. Чеботарёв • Курмокаева | 8 | 27 | зарегистрирован    |
| 7 | Родина                          | Дёмин • Корнев • Сафонов • Безъязычный • Ванцов • Торгашёв • Дубасов • Лабызнов             | 8 | 16 | зарегистрирован    |
| – | Яблоко                          | Коннычев • Сошников • Козляков • Румянцев • Журбин • Ефимова • Зародин • Федоренко          | 8 | 19 | снят с регистрации |
| *Региональные группы включают неограниченное число одномандатных округов с охватом всей территории области и состоят от 1 до 5 кандидатов. Региональных групп должно быть не менее 8 и не более 10. |                                 |                                                                                             |   |    |                    |
| **Без учёта выбывших кандидатов. |                                 |                                                                                             |   |    |                    |

### Выборы по округам
По 30 одномандатным округам кандидаты могли выдвигаться как от партии, так и путём самовыдвижения. Кандидатам до регистрации необходимо собрать 3 % подписей от числа избирателей соответствующего одномандатного округа.
| Партия                          | Партия                          | Кандидатов | Кандидатов        |
| Партия                          | Партия                          | Выдвинуто  | Зарегистрировано* |
| ------------------------------- | ------------------------------- | ---------- | ----------------- |
|                                 | Единая Россия                   | 30         | 29                |
|                                 | КПРФ                            | 30         | 29                |
|                                 | ЛДПР                            | 29         | 29                |
|                                 | Справедливая Россия — За правду | 28         | 27                |
|                                 | Новые люди                      | 24         | 23                |
|                                 | Коммунисты России               | 6          | 6                 |
|                                 | Родина                          | 1          | 1                 |
|                                 | Самовыдвижение                  | 25         | 20                |
| Всего                           | Всего                           | 173        | 164               |
| *Без учёта выбывших кандидатов. |                                 |            |                   |

### Результаты
| Партия                     | Партия                            | по единому округу | по единому округу | по единому округу | по единому округу | по единому округу | по одно- мандатным округам | по одно- мандатным округам | всего | всего | всего   | всего    |
| Партия                     | Партия                            | Голоса            | %                 | +/-               | Мест              | +/-               | Мест                       | +/-                        | Мест  | +/-   | %       | +/-      |
| -------------------------- | --------------------------------- | ----------------- | ----------------- | ----------------- | ----------------- | ----------------- | -------------------------- | -------------------------- | ----- | ----- | ------- | -------- |
|                            | «Единая Россия»                   | 597 854           | 60,50 %           | ▼6,34 %           | 7                 | ▼11               | 22                         | ▲4                         | 29    | ▼7    | 72,50 % | ▼7,50 %  |
|                            | КПРФ                              | 141 829           | 14,35 %           | ▼0,32 %           | 1                 | ▼2                | 4                          | ▲2                         | 5     | ▬0    | 12,50 % | ▲1,39 %  |
|                            | ЛДПР                              | 91 255            | 9,24 %            | ▲1,18 %           | 1                 | ▬0                | 1                          | ▬0                         | 2     | ▬0    | 5,00 %  | ▲0,56 %  |
|                            | «Справедливая Россия — За правду» | 60 737            | 6,79 %            | ▲1,04 %           | 1                 | ▬ 0               | 1                          | ▲1                         | 2     | ▲1    | 5 %     | ▲2,78 %  |
|                            |                                   |                   |                   |                   |                   |                   |                            |                            |       |       |         |          |
|                            | «Новые люди»                      | 35 000            | 3,54 %            | —                 | 0                 | —                 | 1                          | ▲ 1                        | 1     | ▲ 1   | 2,50 %  | ▲ 2,50 % |
|                            | «Коммунисты России»               | 29 232            | 2,96 %            | ▲ 1,74 %          | 0                 | —                 | 0                          | ▬ 0                        | 0     | ▬ 0   | 0 %     | ▬ 0 %    |
|                            | «Родина»                          | 15 902            | 1,61 %            | ▲ 1,61 %          | 0                 | —                 | 1                          | ▲ 1                        | 1     | ▲ 1   | 2,50 %  | ▲ 2,50 % |
|                            | Самовыдвижение                    |                   |                   |                   |                   |                   | 0                          | ▼1                         | 0     | ▼1    | 0 %     | ▼2,22 %  |
| Действительные бюллетени   | Действительные бюллетени          | 978 129           | 98,99 %           | ▲0,19 %           |                   |                   |                            |                            |       |       |         |          |
| Недействительные бюллетени | Недействительные бюллетени        | 9978              | 1,01 %            | ▼0,19 %           |                   |                   |                            |                            |       |       |         |          |
| Всего                      | Всего                             | 988 944           | 100 %             | —                 | 30                | ▼ 13              | 10                         | ▲8                         | 40    | ▼5    | 100 %   | —        |
|                            |                                   |                   |                   |                   |                   |                   |                            |                            |       |       |         |          |
| Явка                       | Явка                              | 988 944           | 53,73 %           | ▼1,03 %           |                   |                   |                            |                            |       |       |         |          |
| Общее число избирателей    | Общее число избирателей           | 1 840 460         |                   |                   |                   |                   |                            |                            |       |       |         |          |

### Избранные депутаты

#### По партийным спискам[11]
| Партия                            | № | Список (№ в списке)  | ФИО депутата                  |
| --------------------------------- | - | -------------------- | ----------------------------- |
| «Единая Россия»                   | 1 | Региональный № 3 (1) | Ерохина Татьяна Петровна      |
| «Единая Россия»                   | 2 | Региональный № 4 (2) | Киракосян Гагик Араратович    |
| «Единая Россия»                   | 3 | Региональный № 6 (2) | Усова Мария Викторовна        |
| «Единая Россия»                   | 4 | Региональный № 7 (2) | Чуйченко Роман Юрьевич        |
| «Единая Россия»                   | 5 | Региональный № 8 (2) | Литневская Юлия Михайловна    |
| «Единая Россия»                   | 6 | Региональный № 1 (2) | Блатман Александр Андреевич   |
| «Единая Россия»                   | 7 | Региональный № 2 (2) | Колесникова Ирина Васильевна  |
| КПРФ                              | 1 | Региональный № 1 (3) | Буланов Денис Анатольевич     |
| ЛДПР                              | 1 | Региональный № 7 (1) | Пьяных Дмитрий Сергеевич      |
| «Справедливая Россия — За правду» | 1 | Региональный № 7 (2) | Калинин Вячеслав Вячеславович |

#### По одномандатным округам[19][20]
| №  | Округ         | ФИО депутата                     | Партия                            |
| -- | ------------- | -------------------------------- | --------------------------------- |
| 1  | Волжский      | Янклович Александр Юрьевич       | «Единая Россия»                   |
| 2  | Заводской     | Ванцов Александр Николаевич      | «Родина»                          |
| 3  | Заводской     | Есипов Владимир Евгеньевич       | «КПРФ»                            |
| 4  | Заводской     | Исаев Михаил Александрович       | «Единая Россия»                   |
| 5  | Кировский     | Еремин Андрей Вячеславович       | «Единая Россия»                   |
| 6  | Ленинский     | Бакал Наталия Евгеньевна         | «Единая Россия»                   |
| 7  | Ленинский     | Стифорова Елена Юрьевна          | «Единая Россия»                   |
| 8  | Ленинский     | Петров Дмитрий Павлович          | «Единая Россия»                   |
| 9  | Ленинский     | Бурмак Александр Владимирович    | «Единая Россия»                   |
| 10 | Ленинский     | Грибов Роман Викторович          | «Единая Россия»                   |
| 11 | Октябрьский   | Анидалов Александр Юрьевич       | «КПРФ»                            |
| 12 | Октябрьский   | Ковалев Евгений Петрович         | «Единая Россия»                   |
| 13 | Фрунзенский   | Антонов Алексей Васильевич       | «Единая Россия»                   |
| 14 | Вольский      | Медведева Светлана Александровна | «Единая Россия»                   |
| 15 | Вольский      | Рогожин Вадим Владимирович       | «Единая Россия»                   |
| 16 | Петровский    | Чередников Сергей Николаевич     | «Единая Россия»                   |
| 17 | Ртищевский    | Кравцов Василий Михайлович       | «Единая Россия»                   |
| 18 | Балашовский   | Гладков Сергей Михайлович        | «Единая Россия»                   |
| 19 | Балашовский   | Кольцов Алексей Борисович        | «Единая Россия»                   |
| 20 | Энгельсский   | Денисенко Станислав Владимирович | «ЛДПР»                            |
| 21 | Энгельсский   | Захаров Илья Леонидович          | «Новые люди»                      |
| 22 | Энгельсский   | Полулях Дмитрий Николаевич       | «Единая Россия»                   |
| 23 | Энгельсский   | Чеботарёв Артём Николаевич       | «Справедливая Россия — За правду» |
| 24 | Краснокутский | Ткачёва Галина Михайловна        | «Единая Россия»                   |
| 25 | Ершовский     | Бабошкин Иван Анатольевич        | «Единая Россия»                   |
| 26 | Марксовский   | Шитов Сергей Александрович       | «КПРФ»                            |
| 27 | Пугачевский   | Лубкова Ольга Всеволодовна       | «КПРФ»                            |
| 28 | Балаковский   | Ирисов Роман Сергеевич           | «Единая Россия»                   |
| 29 | Балаковский   | Земсков Владимир Михайлович      | «Единая Россия»                   |
| 30 | Балаковский   | Лаврентьев Кирилл Владимирович   | «Единая Россия»                   |